# Helianthemum canescens
Helianthemum canescens är en solvändeväxtart som först beskrevs av Hartm., och fick sitt nu gällande namn av M. C. F. Proctor. Helianthemum canescens ingår i släktet solvändor, och familjen solvändeväxter. Inga underarter finns listade i Catalogue of Life.